# Marie Knutsen
Marie Knutsen (* 31. August 1982 in Trondheim) ist eine ehemalige norwegische Fußballspielerin.

## Karriere

### Vereine
Knutsen spielte in ihrer Jugendzeit zuletzt und bis Ende der Spielzeit 1999 für den in ihrem Geburtsort ansässigen Kattem Idrettslag. Im Alter von 18 Jahren spielte sie das erste Mal im Seniorinnenbereich, nachdem sie vom Byåsen IL verpflichtet worden war. In den Spielzeiten 2000 und 2001 bestritt sie insgesamt 32 Punktspiele in der Toppserien, der höchsten Spielklasse im norwegischen Frauenfußball, in denen ihr zwei Tore gelangen. Ihre Premiere erfolgte am 30. April 2000 bei der 1:2-Niederlage im Auswärtsspiel gegen den FK Larvik. Ihr erstes Tor im Seniorinnenbereich erzielte sie am 23. Mai 2000 beim 1:1-Unentschieden im Heimspiel gegen den Setskog/Høland FK mit dem Treffer zum 1:0 in der 32. Minute. In den folgenden vier Jahren war sie in jeweils zwei Spielzeiten für den Trondheims-Ørn SK und den Kattem IL aktiv, bevor sie mit fünf Spielzeiten für den Røa IL die längste Zugehörigkeit zu einem Verein hatte. In der Spielzeit 2012 kam sie nach dreijähriger Pause noch einmal in acht Punktspielen zum Zuge.

### Nationalmannschaft
Nachdem Knutsen für die Nachwuchsnationalmannschaften des NFF der Altersklassen U17, U18 und U21 in fünf Jahren 24 Länderspiele (ein weiteres folgte am 21. Februar 2006) bestritten hatte, debütierte sie am 19. Februar 2005 in der A-Nationalmannschaft, die das Spiel in La Manga del Mar Menor mit 0:2 gegen die Nationalmannschaft Frankreichs verlor, wie auch den zweiten Vergleich an selber Stätte drei Tage später mit 0:1. Danach nahm sie mit ihrer Mannschaft am Turnier um den Algarve-Cup 2005 teil und kam in allen drei Spielen der Gruppe A sowie im Spiel um Platz 5, beim 2:1-Sieg über die Nationalmannschaft Dänemarks, zu ihren Turnierspielen. Am 6. und 31. Mai 2005 bestritt sie mit ihrer Mannschaft zwei EM-Vorbereitungsspiele (0:1 vs. England in Barnsley, 3:0 vs. Kanada in Sarpsborg), bevor sie mit ihrer Mannschaft an der Europameisterschaft teilnahm. Sie wurde im letzten Spiel der Gruppe B sowie im Finale gegen die Nationalmannschaft Deutschlands eingesetzt, das mit 1:3 am 19. Juni in Blackburn verloren wurde. Das Spieljahr 2005 beendete sie mit ihren beiden Einsätzen am 24. September und 29. Oktober mit dem zweiten und dritten Spiel der WM-Qualifikationsgruppe 1.
Im Vier-Nationen-Turnier 2006 kam sie im zweiten und dritten Spiel am 20. und 22. Januar (1:3 vs. China und 1:1 vs. Frankreich) zum Einsatz; bei der 1:3-Niederlage gegen den Gastgeber erzielte sie mit dem einzigen Tor ihrer Mannschaft ihr erstes von sechs Länderspieltoren. Es folgten drei weitere Spiele im Turnier um den Algarve-Cup 2006, ein Freundschaftsspiel und fünf Spiele in der WM-Qualifikationsgruppe 1. In den Spieljahren 2007 und 2008 bestritt sie mit 14 und 17 Länderspielen die meisten, darunter die ersten beiden Spiele der WM-Gruppe C sowie die drei Spiele der Finalrunde – einschließlich der 1:4-Niederlage gegen die US-amerikanische Nationalmannschaft im Spiel um Platz 3 und drei Spiele der Gruppe G im olympischen Fußballturnier. Mit dem letzten Länderspiel – zugleich ihrem einzigen – im Spieljahr 2009, dem zweiten in der WM-Qualifikationsgruppe 2, beim 1:0-Sieg über die Nationalmannschaft der Slowakei am 28. Oktober in Skien, endete ihre Länderspielkarriere.

## Erfolge
Nationalmannschaft
- Vierte Weltmeisterschaft 2007
- Finalistin Europameisterschaft 2005

Trondheims-Ørn SK
- Norwegische Meisterin: 2003
- Norwegische Pokal-Siegerin: 2002

Røa IL
- Norwegische Meisterin: 2007, 2008, 2009
- Norwegische Pokal-Siegerin: 2006, 2008, 2009